# Claritromycine
Claritromycine is een macrolide antibioticum dat wordt gebruikt bij de behandeling van faryngitis, tonsillitis, acute sinusitis, bij verergering van chronische bronchitis, longontsteking ten gevolge van Chlamydia pneumoniae (TWAR), huidinfecties, bij hiv- en aidspatiënten ter voorkoming en genezing van Mycobacterium avium complex (MAC). Ook wordt het soms ingezet voor de behandeling van legionellose.
Claritromycine wordt onder meer onder de namen Fromilid, Biaxin, Klabax, Klaricid, Klacid, Claripen, Claridar, Biclar en Infex op de markt gebracht.

## Werkingsmechanisme
Macroliden remmen de bacteriële eiwitsynthese door blokkering van de translocatiereactie ter hoogte van het (bacteriële) 50S-ribosoom. Het antibacterieel spectrum van Claritromycine is vergelijkbaar met dat van erytromycine, maar de werking tegen gramnegatieven is beter, in het bijzonder tegenover Legionella pneumophila. Het middel is bacteriostatisch en tegen sommige stammen zelfs bactericide: Haemophilus influenzae, Streptococcus pneumoniae en Neisseria gonorrhoeae.